# Salbeiblättrige Zistrose
Die Salbeiblättrige Zistrose (Cistus salviifolius)  ist eine Pflanzenart aus der Gattung der Zistrosen (Cistus) in der Familie  der Zistrosengewächse (Cistaceae).

## Beschreibung

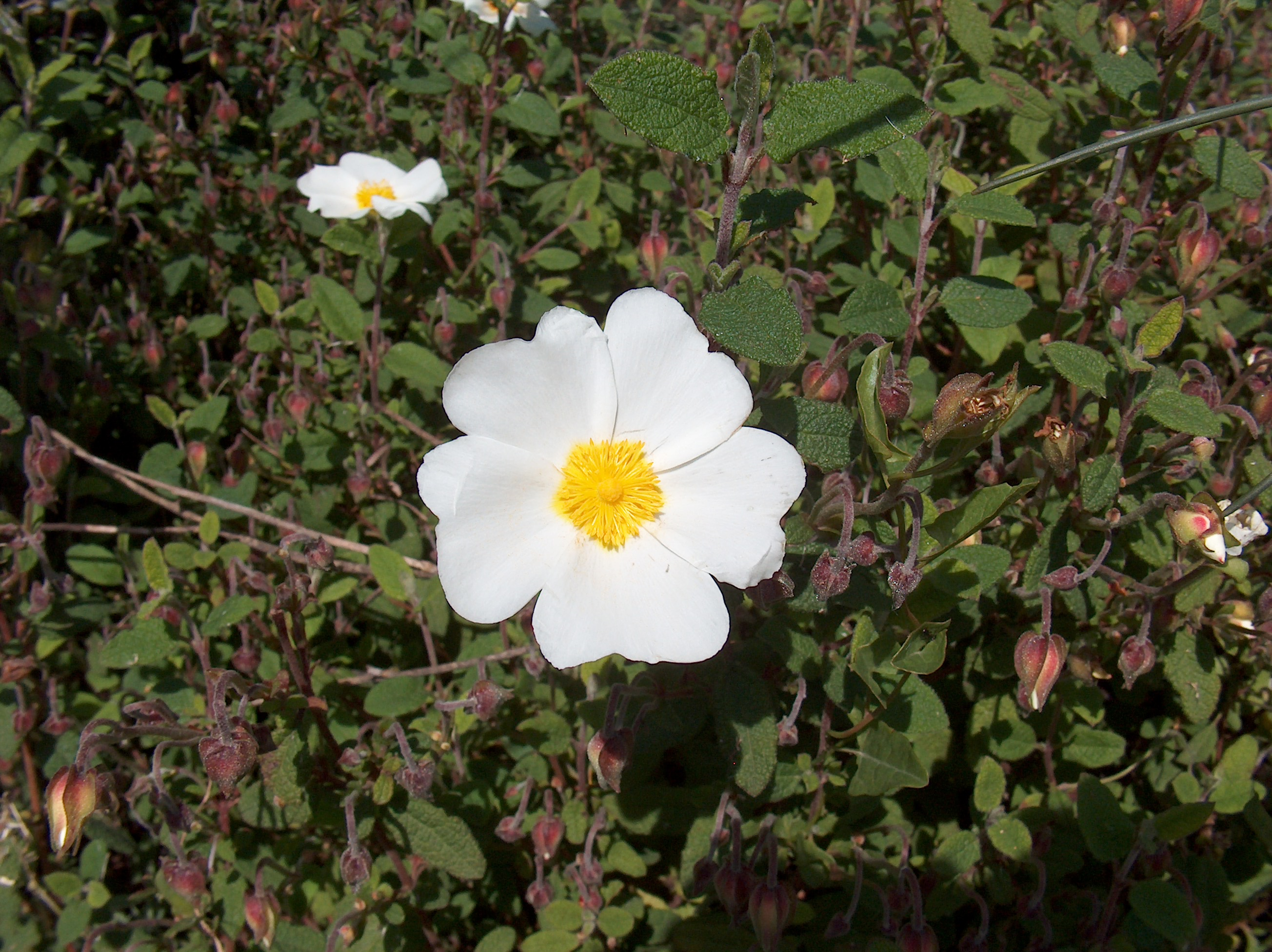
Salbeiblättrige Zistrose (Cistus salviifolius)

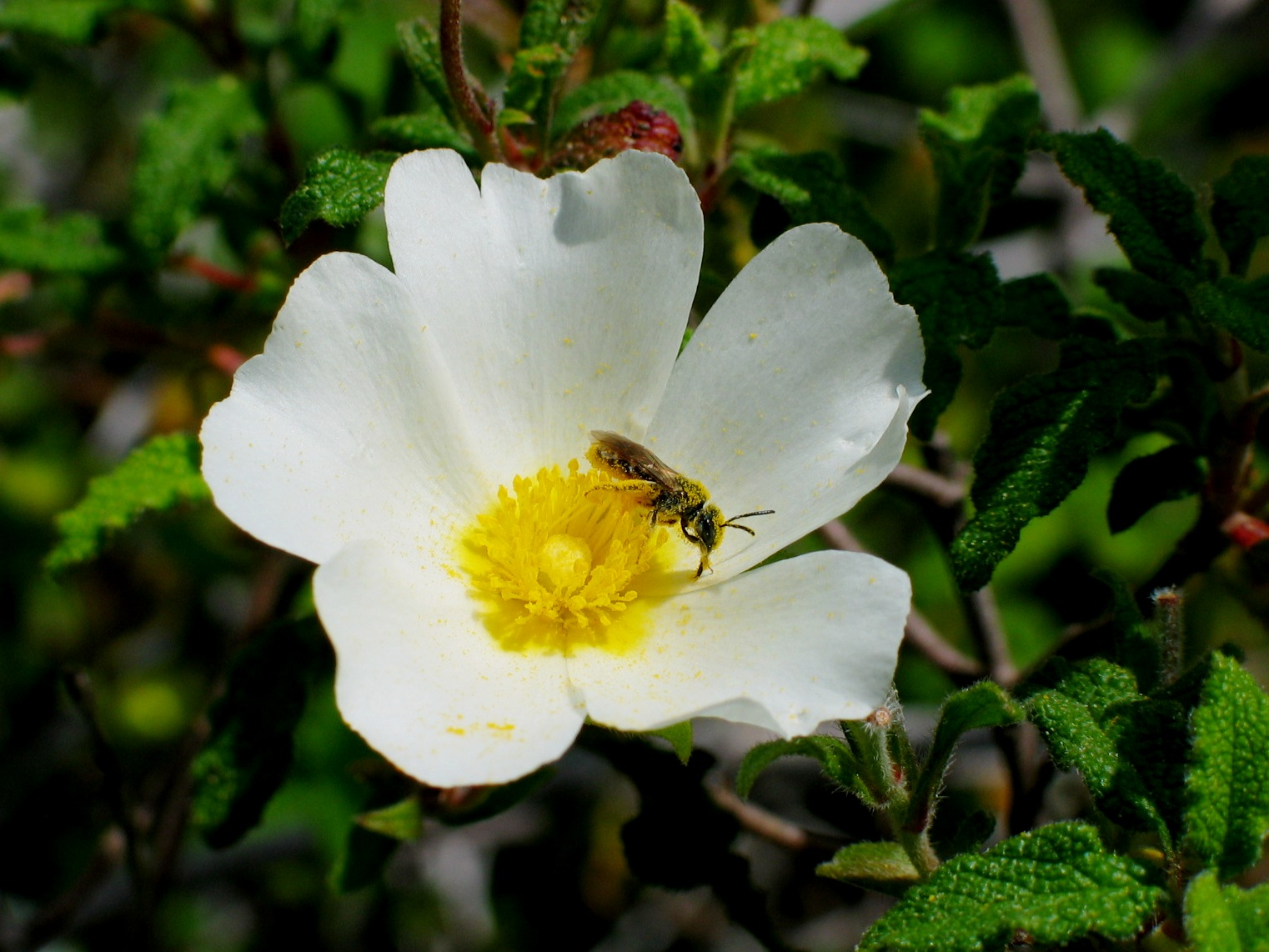
Blüte mit Bestäuber

Gelber Zistrosenwürger (Cytinus hypocistis)

Der aromatisch duftende, meist immergrüne, graugrüne Strauch erreicht Wuchshöhen von 30 bis 100 cm. Im Gegensatz zur ebenfalls weißblütigen Montpellier-Zistrose ist diese nicht drüsig-klebrig. Die bis 4 cm langen und etwa 2 cm breiten, gestielten Blätter sind von eiförmiger bis elliptischer Form und gegenständig angeordnet. Sie sind beiderseits sternhaarig, die Oberseite ist runzelig. Sie sind beiderseits grün oder unterseits von dichtem Filz grau.
Die weißen, lang gestielten Blüten stehen einzeln oder in Büscheln zu zweit bis dritt in der Achsel eines Tragblattes. Sie messen etwa 3 bis 5 cm im Durchmesser. Die fünf Kelchblätter sind breit eiförmig und filzig behaart. Die beiden äußeren sind am Grund herzförmig, die 3 inneren sind breit eiförmig. Die fünf Kronblätter sind weiß mit gelbem Grund. Sie sind etwa 2 Zentimeter lang, ihre Form ist rundlich verkehrt dreieckig. Blütezeit ist von April bis Juni. Jede Blüte enthält zahlreiche Staubblätter. Es werden kleine und vielsamige Kapselfrüchte mit bleibendem Kelch gebildet.
Die Chromosomenzahl beträgt 2n = 18.

## Vorkommen
Die Salbeiblättrige Zistrose ist im gesamten Mittelmeerraum verbreitet und erreicht im Norden den Alpensüdrand. Von folgenden Ländern und Gebieten kommt sie ursprünglich vor: Marokko, Algerien, Tunesien, Libyen, Portugal, Spanien, die Balearen, Madeira, Frankreich, Italien, die Schweiz, Korsika, Sardinien, Sizilien, Slowenien, Kroatien, Montenegro, Albanien, Griechenland, Bulgarien, Kreta, in der Ägäis, Zypern, in der Türkei, Syrien, im Libanon, in Israel, Jordanien, Georgien und im Kaukasusraum. Standorte sind Garigues, Macchien, trockene Felshänge auf nährstoffarmen, sauren Böden. Im Tessin steigt die Art im Onsernonetal bis 700 Meter Meereshöhe auf, auf der Iberischen Halbinsel kommt sie von 0 bis 1800 Meter Meereshöhe vor.
Die ökologischen Zeigerwerte nach Landolt & al. 2010 sind in der Schweiz: Feuchtezahl F = 1 (sehr trocken), Lichtzahl L = 4 (hell), Reaktionszahl R = 2 (sauer), Temperaturzahl T = 5 (sehr warm-kollin), Nährstoffzahl N = 2 (nährstoffarm), Kontinentalitätszahl K = 3 (subozeanisch bis subkontinental).

## Ökologie
Blütenbesucher sind Bienen (z. B. Halictus) und Hummeln, aber auch der Käfer Oxythyrea squalida Scop.
Auf den Wurzeln schmarotzt im Mittelmeergebiet der Gelbe Zistrosenwürger (Cytinus hypocistus).

## Nutzung
Früher wurden Blätter und Blüten als 'Herba et flores cisti foeminae' als Mittel bei Wunden, Geschwüren, Durchfall und Ruhr in Gebrauch. Als Zierstrauch wird die Art seit 1584 in Gärten gepflanzt.